# 194-й понтонно-мостовий полк (СРСР)
194-й понтонно-мостовий полк — військове формування інженерних військ СРСР, що існувало у 1955—1992 роках. Полк дислокувався у м. Білгород-Дністровський, Одеська область.
У 1992 році полк увійшов до складу Збройних сил України.

## Історія
В 1955 році в румунському місті Браїла сформували переправочно-десантний батальйон. Три роки батальйон входив до складу радянських окупаційних військ з дислокацією на території Румунії.
В 1958 році батальйон передислоковували до Білгорода-Дністровського.
В 1976 році переправочно-десантний батальйон переформували на 644-й окремий понтонно-мостовий батальйон.
В 1980 році батальйон розгорнули у 194-й понтонно-мостовий полк. Формування входило до складу 14-ї гвардійської загальновійськової армії зі штабом в Тирасполі.
У 1992 році, після ліквідації Радянського Союзу, 194-й понтонно-мостовий полк увійшов до складу Збройних сил України, а військовослужбовці полку склали присягу на вірність українському народові.